# Digitaria heterantha
Digitaria heterantha är en gräsart som först beskrevs av Joseph Dalton Hooker, och fick sitt nu gällande namn av Elmer Drew Merrill. Digitaria heterantha ingår i släktet fingerhirser, och familjen gräs. Inga underarter finns listade i Catalogue of Life.